# Rottorf (Königslutter am Elm)
Rottorf ist ein Ortsteil der Stadt Königslutter am Elm im Landkreis Helmstedt in Niedersachsen.

## Geographie
Rottorf liegt etwa 1 km östlich von Königslutter in Richtung Helmstedt und Groß Steinum und wird von der Lutter durchflossen.

## Geschichte
Rottorf wurde 1245 erstmals urkundlich erwähnt. Am 1. März 1974 wurde Rottorf in die Stadt Königslutter am Elm eingegliedert.

## Politik

### Ortsrat
| Ortsrat Rottorf (Königslutter) 2021–2026Insgesamt 4 Sitze - SPD: 4 |

Im Regelfall besteht der Ortsrat aus sieben Mitgliedern. Zur Ortsratswahl 2021 stellten sich lediglich vier Kandidaten zur Wahl (alle SPD).

## Vereine
Der größte Verein des Dorfes ist mit knapp 500 Mitgliedern der TSV Rottorf Groß Steinum. Der Verein entstand am 21. Mai 1976 aus den Vereinen MTV Groß Steinum und dem SV Rottorf. Der Ort besitzt einen Sport- und mehrere Tennisplätze sowie eine Turnhalle. Außerdem gibt es einen kleinen Friedhof mit Kapelle und eine kleine Kirche. Des Weiteren fließt die Lutter durch den Ort.